# Petrus av Verona
Petrus av Verona eller Petrus Martyren, född omkring 1206, död 6 april 1252, var en italiensk dominikanmunk och präst. Han vördas som helgon inom Romersk-katolska kyrkan.
Petrus av Verona ledde inkvisitionen i norra och mellersta Italien. Han mördades på anstiftan av några milanesiska katarer och helgonförklarades 1253.